# Болигузов, Дмитрий Иванович
Дмитрий Иванович Болигузов (род. 6 ноября 1961, Хабаровск, РСФСР) — советский боксёр, чемпион СССР (1986). Мастер спорта СССР международного класса (1985).

## Биография
Дмитрий Болигузов родился 6 ноября 1961 года в Хабаровске. Начал заниматься боксом в 1974 году в Благовещенске под руководством Владислава Шананина. В 1984 году становился бронзовым призёром чемпионата СССР в весе до 71 кг. В дальнейшем перешёл в более тяжёлую весовую категорию. В 1985 году выиграв специальный отборочный турнир, проходивший в Ленинабаде, был включён в состав сборной СССР на чемпионате Европы в Будапеште, однако выступил там неудачно, проиграв в первом круге французскому боксёру Кристофу Тиоццо. В 1986 году стал чемпионом СССР, был участником чемпионата мира в Рино.
Сын Дмитрия Болигузова Павел Болигузов (род. 1986) также серьёзно занимался боксом, дважды становился чемпионом Дальневосточного федерального округа.